# Megalodoras uranoscopus
Megalodoras uranoscopus és una espècie de peix de la família dels doràdids i de l'ordre dels siluriformes.

## Morfologia
- Els mascles poden assolir 53 cm de longitud total i les femelles 60.[1]
- Màxim pes: 2.860 g.[2][3]

## Alimentació
Menja els fruits de Licania longipetala i Astrocaryum jauary. També es nodreix de caragols pulmonats

## Hàbitat
És un peix d'aigua dolça i de clima tropical (22 °C-25 °C).

## Distribució geogràfica
Es troba a Sud-amèrica: conques dels rius Amazones, Tocantins i Essequibo.

## Costums
És principalment diürn.